# Kościół św. Antoniego Padewskiego w Przemyślu
Kościół św. Antoniego Padewskiego w Przemyślu – kościół wybudowany w XVII wieku w stylu barokowym, użytkowany przez Zakon Franciszkanów nazywanych w Przemyślu Reformatami.
W 1629 w miejscu dzisiejszego kościoła powstał drewniany kościółek z klasztorem Franciszkanów (Reformatów) jako fundacja szlachecka z inicjatywy zakonnika o. Bonawentury pochodzącego z Przemyśla. Znajdował się on tuż poza murami miasta, naprzeciw bramy Lwowskiej. Podczas pożaru miasta w 1637 roku został całkowicie spalony. Dzięki fundacji Hermolausa Tyrawskiego zostaje odbudowany jako kościół murowany i poświęcony w 1645 roku.  
Po najeździe oddziałów Rakoczego w 1657 roku, zabudowania zostają ponownie zniszczone. Zakonnicy zostali wymordowani, a groby i ołtarze zostały sprofanowane. 
Staraniem Andrzeja Maksymiliana Fredry świątynia została ponownie odbudowana i zostaje dodatkowo otoczona murem obronnym z czterema basztami, pełniąc rolę barbakanu obronnego. Kościół przeszedł w XIX wieku restaurację, która polegała m.in. na usunięciu fresków z fasady. Obecnie kościół znajduje się 3 metry poniżej poziomu ulicy i składa się z jednonawowej świątyni połączonej z klasztorem, którego krużganki obiegające wirydarz służą podczas nabożeństw jako uzupełnienie nawy. Zachował się również teren dawnego cmentarza, otoczonego murem obronnym z zachowaną basztą, na której umieszczono stacje Męki Pańskiej z początku XIX wieku. W podziemiach klasztoru pochowany został Andrzej Maksymilian Fredro.
Wyposażenie kościoła pochodzi głównie z drugiej połowy XVIII wieku, a wyjątkiem jest m.in. krucyfiks na ołtarzu głównym dłuta Tomasza Huttera. Na krużgankach znajduje się kamienny barokowy portal i chrzcielnica z XVII wieku. Kościół zdobią malowidła wykonane przez Józefa Chodaczyńskiego, a odnawiane przez Mariana Strońskiego. Po zewnętrznej stronie murów znajduje się XIX-wieczny pomnik upamiętniający gwardiana klasztoru Krystyna Szykowskiego, który 9 października 1672 zebrał mieszkańców Przemyśla i pod osłoną nocy zwycięsko zaatakował obóz tatarski pod wsią Kormanice.

## Galeria

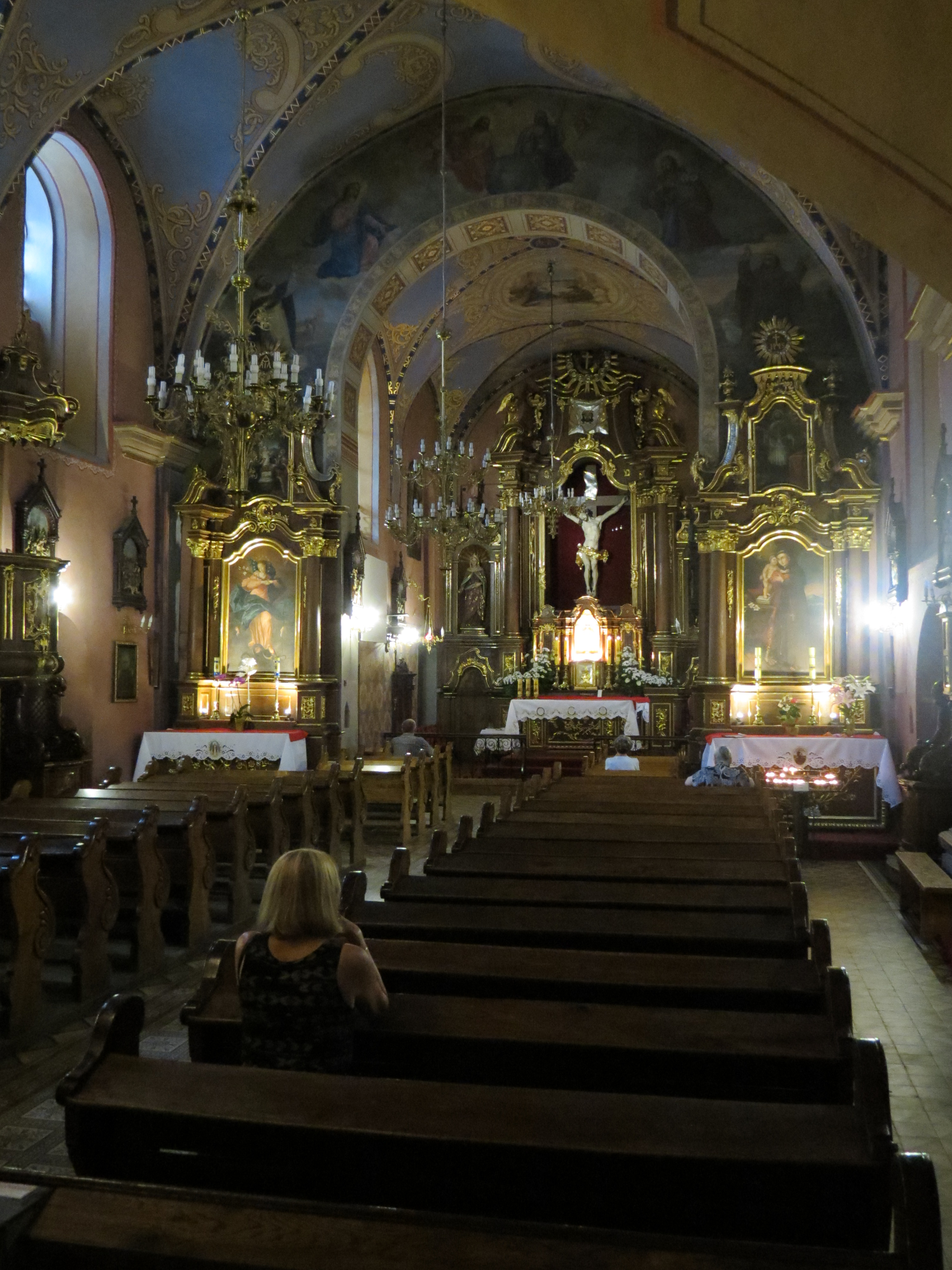
Wnętrza kościoła
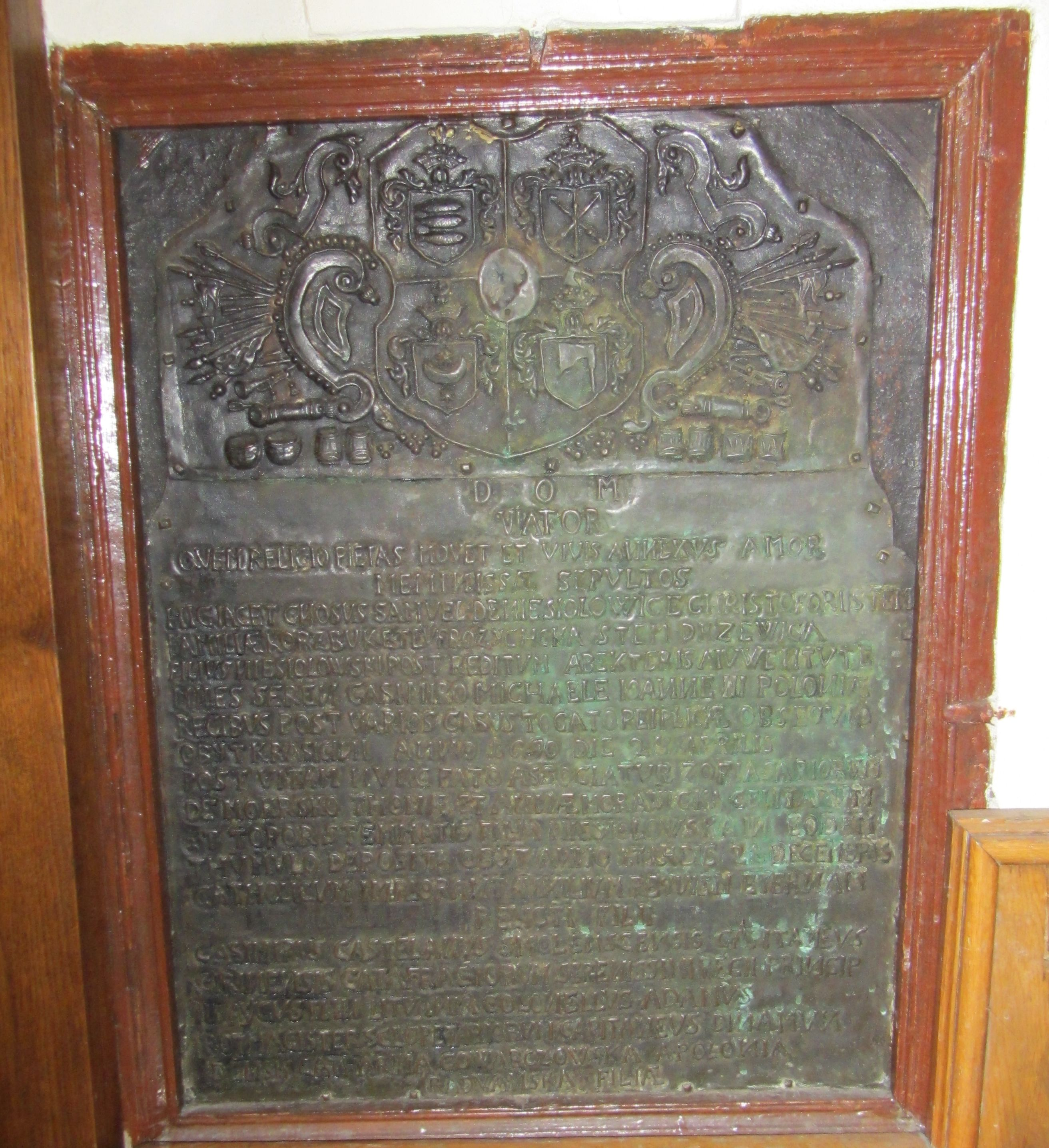
Tablica poświęcona Samuelowi Niesiołowskiemu zm. 1690
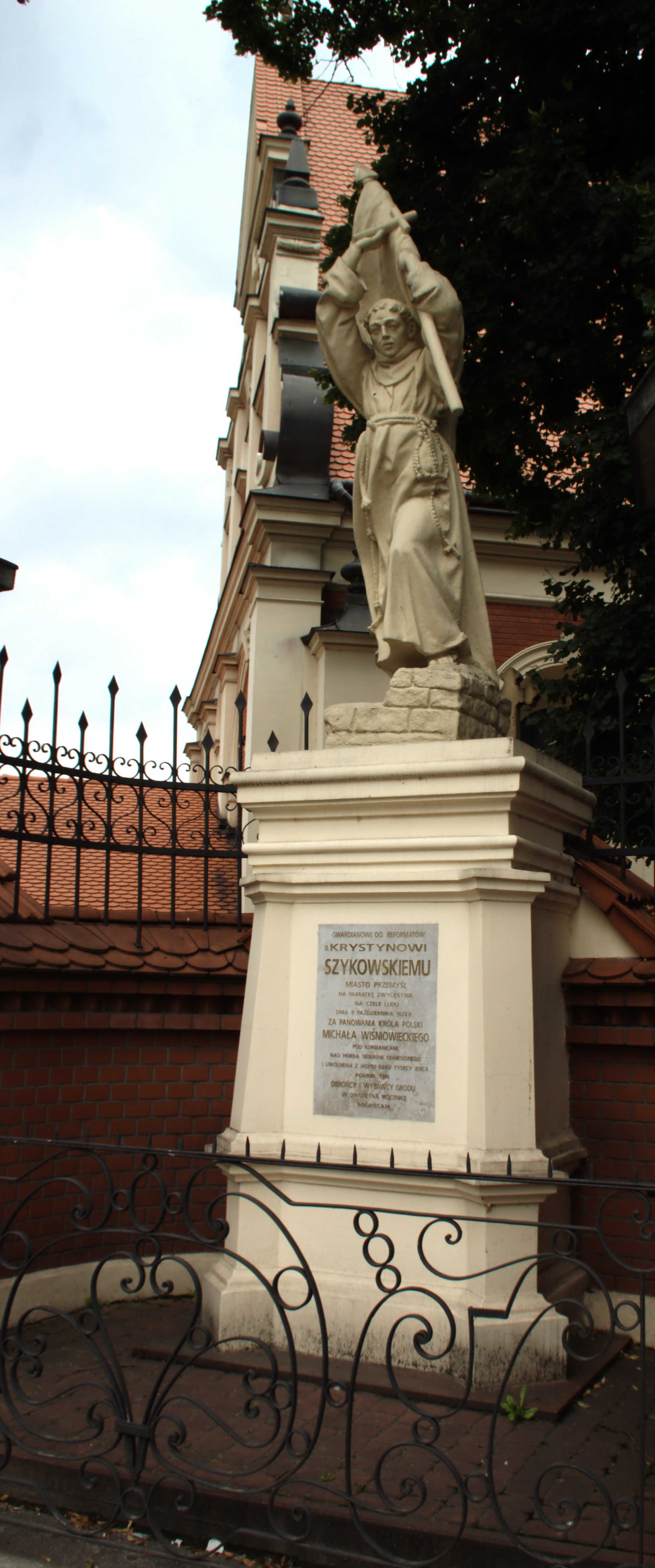
Pomnik Krystyna Szykowskiego w murze klasztornym z roku 1877
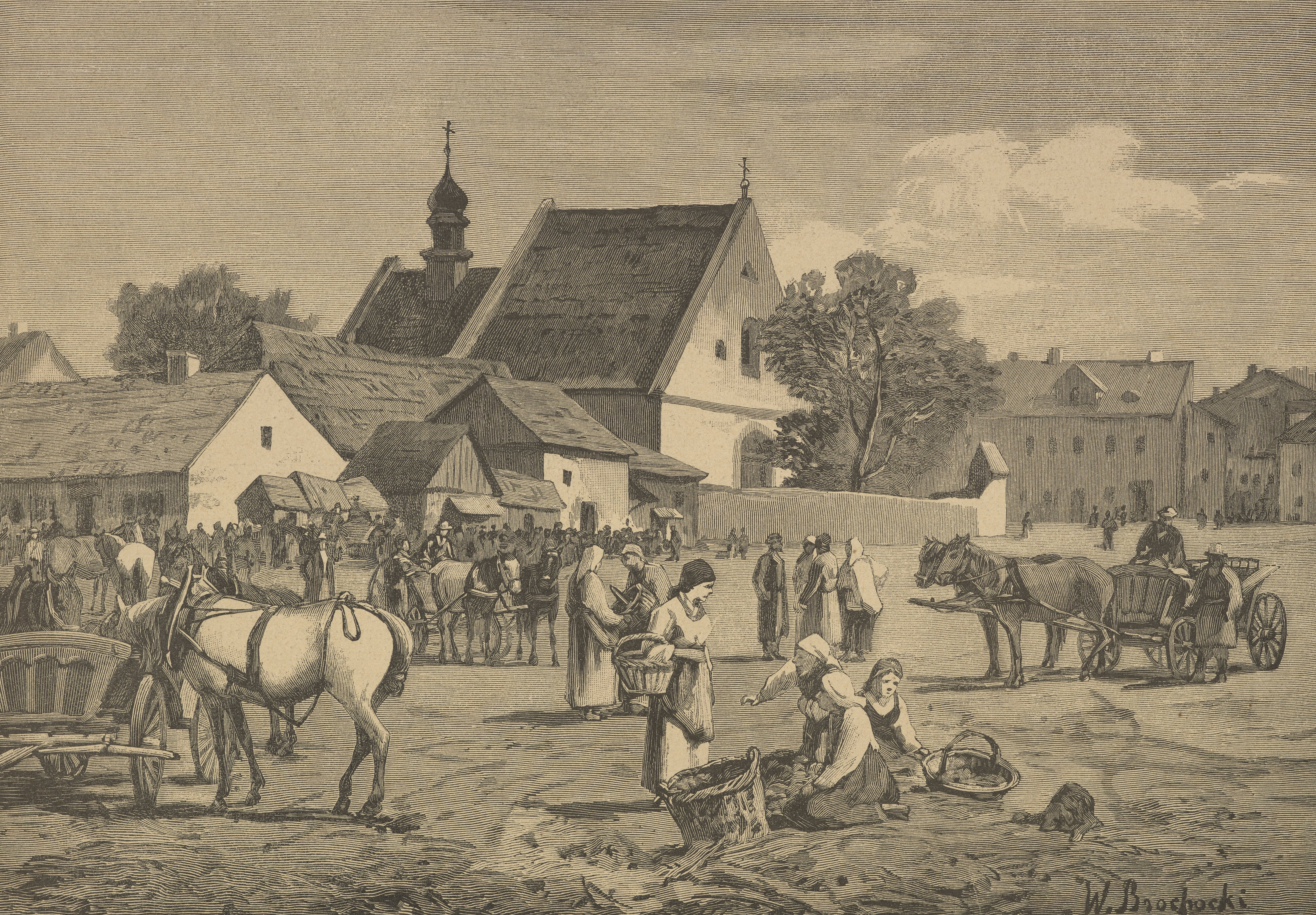
Kościół około 1886